# Nihotunga noa
Nihotunga noa är en kräftdjursart som beskrevs av Barnard 1972. Nihotunga noa ingår i släktet Nihotunga och familjen Nihotungidae. Inga underarter finns listade i Catalogue of Life.